# KOI-7923.01
KOI-7923.01은 물병자리에 위치하는 외계 행성이다. 2017년에 새로이 발견된 행성이기도 한다.

## 설명
KOI-7923.01은 지구에서 700광년 떨어진 곳에 위치하고 있으며 사람이 거주 가능한 행성 중에 하나이다. 지구형 행성이자 슈퍼지구에 속하는 행성 중에 하나로 골디락스 존에 위치하여 모항성인 KOI-7923을 공전하고 있다. 이행성은 공전 주기가 395일로서 공전 주기가 365일인 지구와 크게 차이가 없는 양호한 공전 주기를 가지고 있으며 환경도 생명체가 살기에 매우 좋을 것으로 보인다. 케플러 계획의 천문학자인 리더인 제프 카프린은 우주선을 딱 1대 보낸다면 이행성이 가장 좋은 선택이 될거라는 얘기를 한적이 있으며 이로 인해 이행성에는 충분한 양의 물로 이뤄진 액체 형태의 바다와 육지를 가지고 있을 것으로 보인다. 행성의 온도는 지구보다 약간 추운 온도를 가질 것으로 보이며 이행성에 생명체가 존재한다면 지구와 같이 발달된 생명체가 존재할 가능성이 높고 외계인이라 부르는 지적생명체가 외계문명을 이루며 살고 있을 가능성도 있는 행성이다.

## 같이 보기
- 지구형 행성
- 물병자리
- 행성 거주가능성
- 지구 유사도 지수